# Gheorghe Coroamă
Gheorghe Coroamă (n. 14 februarie 1978) este un politician român, deputat în Parlamentul României în mandatul 2008-2012, din partea PNL Suceava.
În anul 2012 a fost ales primar al comunei Putna din partea USL.

## Legături externe
- Gheorghe Coroamă Arhivat în 6 iulie 2020, la Wayback Machine. la cdep.ro